# Гном-Рон 14K Mistral Major
Гном-Рон 14K Mistral Major — французский поршневой 14-цилиндровый двухрядный авиадвигатель воздушного охлаждения. Один из основных продуктов компании Гном-Рон, в предвоенный период также выпускавшийся по лицензии в ряде стран. Недостаточная надёжность стала причиной замены его последующей модификацией — Гном-Рон 14N Mistral Major, а затем Гном-Рон 14R Mistral Major.

## История
В конце Первой мировой войны компания Гном-Рон, сделавшая ставку на выпуск ротативных двигателей, оказалась в затруднительном положении, когда выявилась бесперспективность этого типа двигателей. Последовавшие затем финансовые трудности вынудили учредителей передать компанию под управление финансовой группы, возглавляемой банкиром Лазаром Вейлером. Его сын Поль-Луи Вейлер, инженер и бывший военный лётчик, был назначен управляющим директором и занялся восстановлением потенциала фирмы.
Одним из первых действий нового директора было приобретение лицензии на двигатель Bristol Jupiter. В КБ Гном-Рон он был «францизирован» (пересчитан под использование при производстве и обслуживании метрических инструментов и крепежа) и реализовывался в европейских странах, т.к. компания Bristol зарезервировала за собой лишь территорию Британского Содружества. Однако, и Jupiter и его "младший брат" Titan обладали рядом недостатков конструкции головки блока цилиндров, что приводило к перегреву и выгоранию клапанов. Один из подобных отказов привёл сентябре 1928 к катастрофе пассажирского Blériot-SPAD S.56 и гибели нескольких человек, в том числе министра Мориса Бокановски.
На авиасалоне 1930 года компания Гном-Рон представила новую модель Titan-K, с цилиндрами нового типа, которые со следующего года стали устанавливаться на всю линейку выпускаемых моторов. Тогда же была представлена и двухрядная версия двигателя 7K — 14-цилиндровый "Mistral Major", который был сертифицирован в январе 1932 года и вскоре начал поступать в ВВС. Были разработаны несколько его модификаций, в том числе с понижающими редукторами и с нагнетателем.

## Лицензионный выпуск
Подобно тому, как в конце 1920-х годов британский Bristol Jupiter стал эталоном однорядных звездообразных двигателей, так и конструкция G&R 14K (а затем и его преемника 14N) в 1930-е годы стала типовой для авиапроизводителей ряда европейских стран, которые приобрели лицензию на его выпуск. Среди них были: Isotta Fraschini и Piaggio (Италия), SABCA (Бельгия), IAR (Румыния), Manfred Weiss (Венгрия), Walter (Чехословакия). Британская компания Alvis успела выпустить 15 двигателей, но начавшаяся война вынудила её отказаться от дальнейших работ.
Некоторые компании модифицировали конструкцию двигателя под своим производственные ограничениям. В итальянской версии 14K производства Piaggio (P.XI bis RC40) слишком сложные кронштейны подшипников коленвала, интегрированные в корпуса ГРМ и компрессора, были заменены простыми дисками, а карбюратор устанавливался в перевёрнутом виде, что привело к появлению иного типа задней части картера..
Лицензию получили и японские компании Mitsubishi и Nakajima, которые не стали его выпускать, но использовали некоторые технические решения при разработке собственных конструкций.
В СССР работы по освоению производства французских двигателей проводились под руководством С.К. Туманского на заводе №29 в Запорожье. Их результатом стал выпуск модели М-85 и её модификаций — моторов М-86, М-87, М-88 и М-89.

## Модификации
14Kbrпонижающий редуктор;
14Kbrsнагнетатель, понижающий редуктор;
14Kdrпонижающий редуктор (0,5 — длина 1528 мм, вес 503 кг; 0,66 — длина 1530 мм, вес 508 кг, мощность 800 л. с. (600 кВт) на уровне моря);
14Kdsнагнетатель; длина 1317 мм, вес 502 кг, мощность 750 л. с. (560 кВт) на 1500 м при 2300 об/мин / 650 л. с. (480 кВтp) на 4000 м при 2300 об/мин;
14Kdrsнагнетатель, понижающий редуктор (0,5 — длина 1554 мм, вес 523 кг; 0,66 — длина 1556 мм, вес 528 кг, мощность 780 л. с. (580 кВт) на 1500 м при 2400 об/мин; 680 л. с. (510 кВт) на 4000 м при 2400 об/мин);
14Kes / 14Kfsнагнетатель, понижающий редуктор (лево- и правостороннего вращения, соответственно);
14Kirs / 14Kjrsнагнетатель, понижающий редуктор (лево- и правостороннего вращения, соответственно);
14Knrs / 14Korsнагнетатель, понижающий редуктор (лево- и правостороннего вращения, соответственно);

### Лицензии
Alvis Pelidesбританский лицензионный вариант. 15 выпущено до закрытия проекта в связи с началом Второй мировой войны и несоответствию планам Министерства Авиации.
Isotta Fraschini K.14итальянский лицензионный вариант компании Isotta Fraschini
IAM K14югославский лицензионный вариант
IAR K14румынский лицензионный вариант
Manfréd Weiss WM K.14венгерский лицензионный вариант
Piaggio P.XIитальянский лицензионный вариант компании Piaggio
Piaggio P.XIXмодификация P.XI с повышенной степенью сжатия
Walter Mistral K 14
М-85советский лицензионный вариант
М-86советская модификация с увеличенными степенью сжатия и нагнетанием) (960 л. с. / 715 кВт)
М-87
М-88
М-89

## Применение

### Оригинальные G&R 14K
Франция
- Amiot 143
- Bloch MB.200
- Bloch MB.210
- Breguet 274
- Breguet 460
- Breguet 462
- Breguet 470
- Breguet 521
- Breguet 670
- Farman F.222
- Loire 46 C1
- Makhonine Mak-101
- Potez 501
- Potez 506
- Potez 62
- Potez 651

 Германия
- Me.323 Gigant

 Италия
- Fiat C.R.41
- Savoia-Marchetti SM.81 Pipistrello

 Чехословакия
- Aero A.102

 Польша
- PZL P.24
- PZL.43 Karaś

 Югославия
- Dornier Do 17K (лицензионный)

### Аналоги 14K
Италия
- Breda Ba.65
- Breda Ba.88 Lince
- CANT Z.1007 Alcione
- CANT Z.1011
- Caproni Ca.135
- Caproni Ca.161
- Reggiane Re.2000
- Savoia-Marchetti SM.79
- Savoia-Marchetti SM.84

 Чехословакия
- Aero A.102
- Aero MB-200 (лицензионный Bloch MB.200)
- Letov Š-331
- Letov Š-528

 Германия
- Heinkel He 70 (для Венгрии, WM-K-14)

 Румыния
- IAR 37
- IAR 80

 Венгрия
- MÁVAG Héja (лицензионный Re.2000)
- Weiss WM-21 Sólyom
- Weiss WM–23 Ezüst Nyíl

 Швеция
- Saab 17C (Piaggio P.XI)

 СССР
- ДБ-3
- Су-2

## Галерея

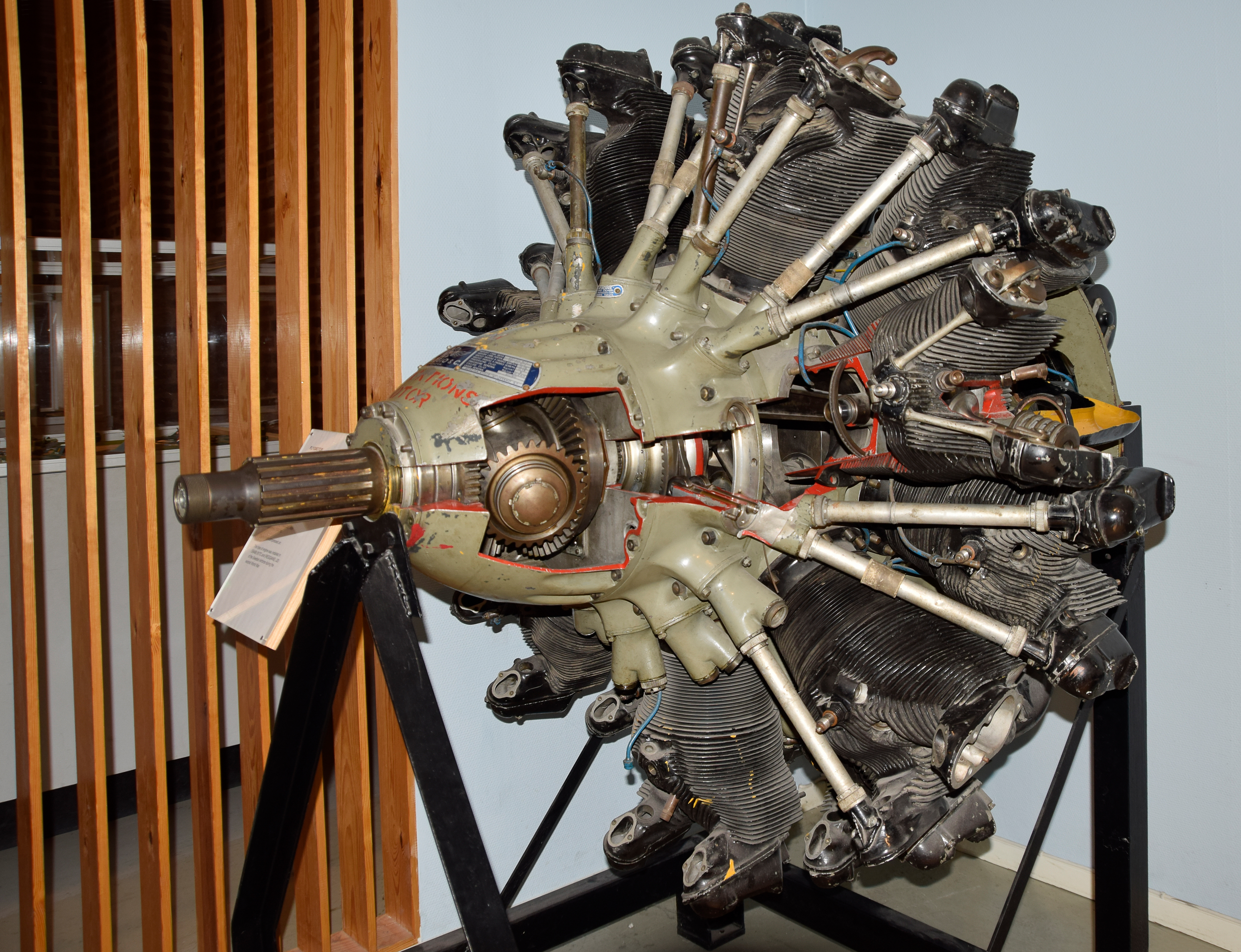
Piaggio P.XI в Техническом музее города Мальмё, Швеция.
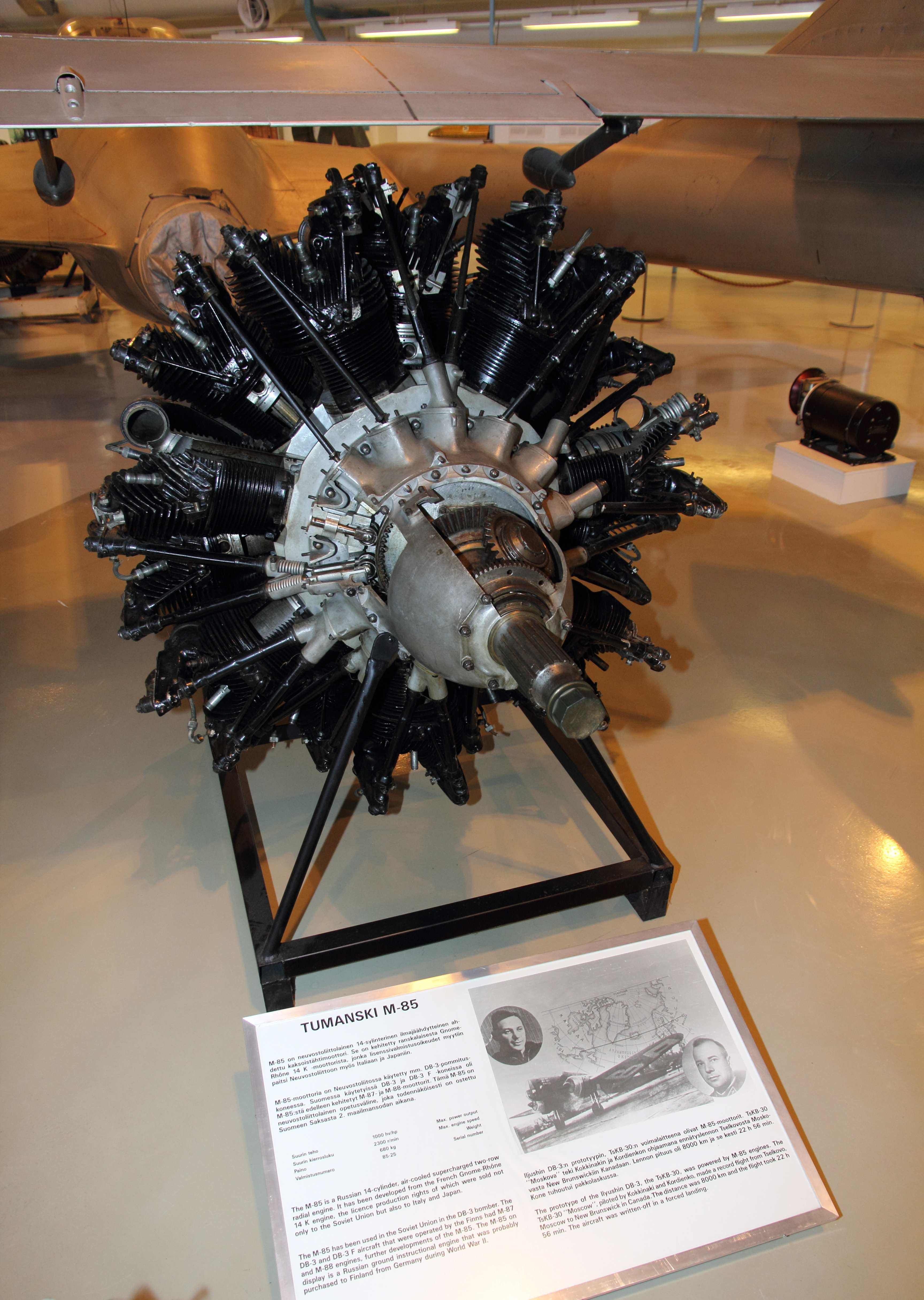
Советский М-85 в Авиационном музее Центральной Финляндии.
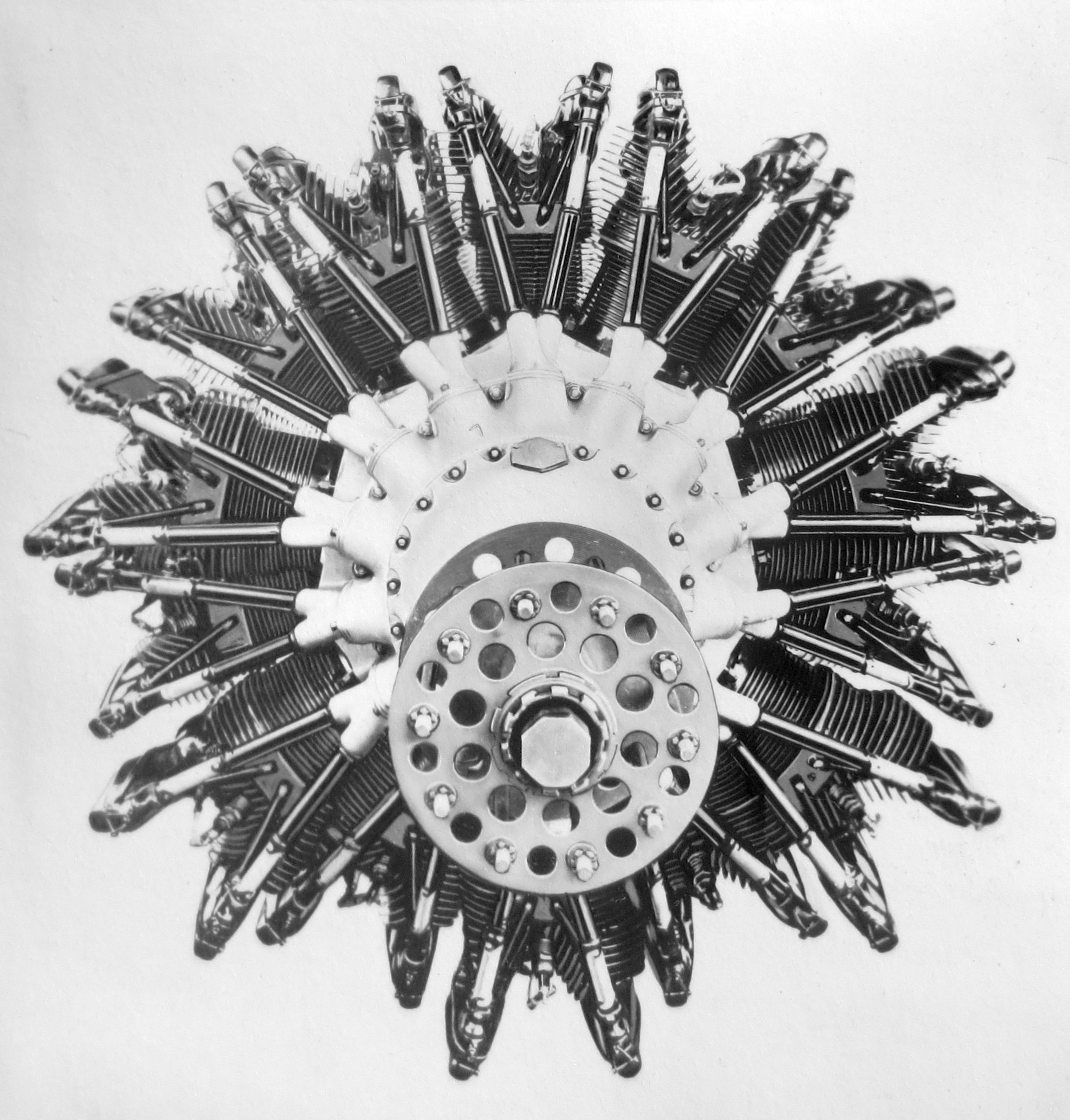
Walter Mistral Major.
Walter Mistral Major в экспозиции Музея польской авиации, Краков.